# Stadtsparkasse Wuppertal
Die Stadtsparkasse Wuppertal ist ein öffentlich-rechtliches Kreditinstitut mit Sitz in Wuppertal in Nordrhein-Westfalen. Ihr Geschäftsgebiet ist die Stadt Wuppertal.

## Rechtliche Organisation

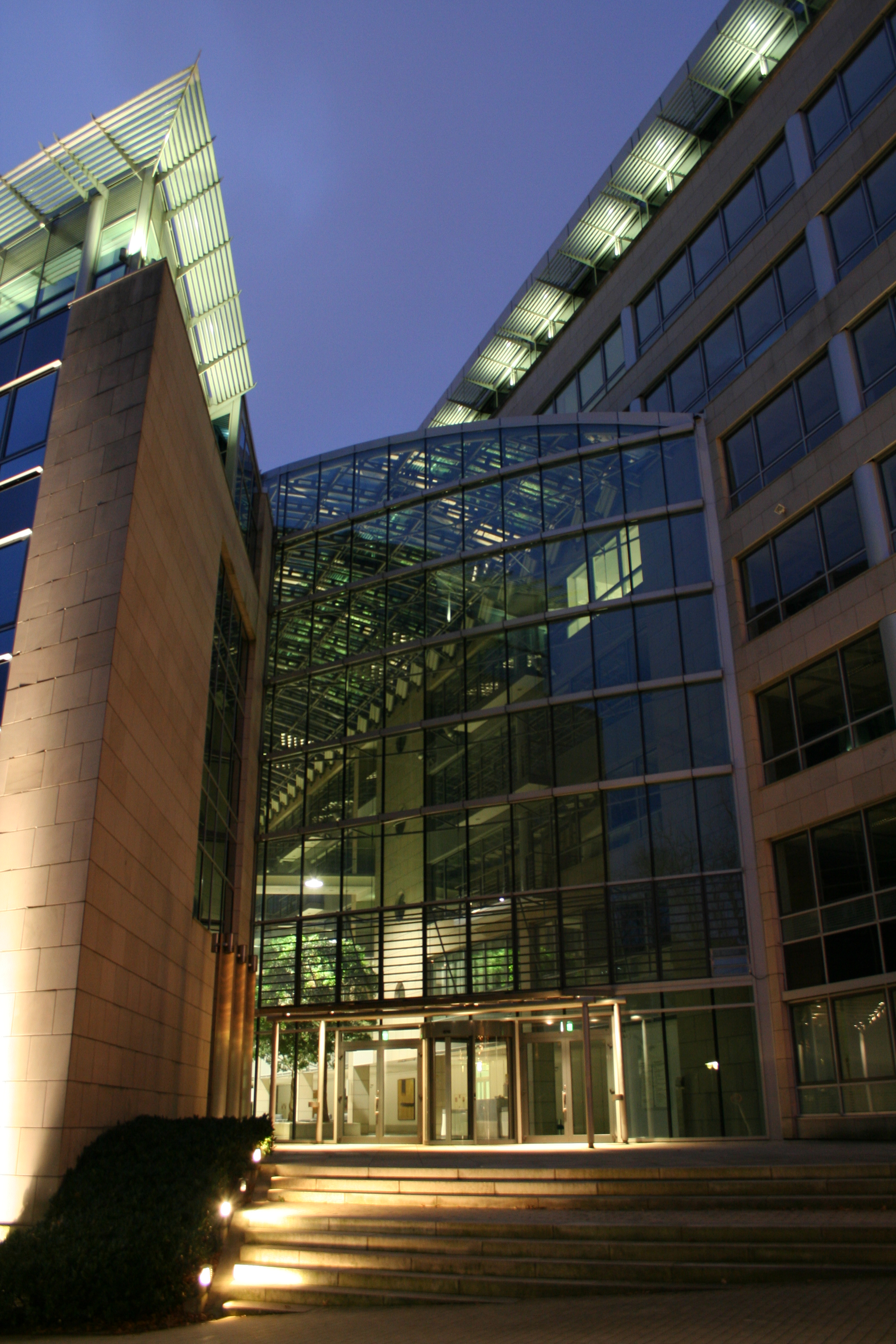
Eingang an der Hauptstelle Johannisberg

Die Stadtsparkasse Wuppertal ist eine Anstalt des öffentlichen Rechts, ihre alleinige Trägerin ist zu 100 % die Stadt Wuppertal. Rechtsgrundlagen sind das Sparkassengesetz für Nordrhein-Westfalen und die Satzung der Stadtsparkasse Wuppertal. Organe der Sparkasse sind gemäß § 9 SpkG der Verwaltungsrat und der Vorstand. Die Aufsicht und Kontrolle über die Stadtsparkasse obliegt dem Verwaltungsrat, deren Vorsitzender Ludger Kineke ist. Die Stadtsparkasse Wuppertal wird von einem dreiköpfigen Vorstand geleitet. Dieser besteht aus: Axel Jütz (Vorsitzender), Patrick Hahne und Holger Iborg.

### Unternehmensdaten 2024
Die Stadtsparkasse Wuppertal ist nach Bilanzsumme und mit über 220.000 Girokontoinhabern (Privat- und Geschäftskunden) die größte Sparkasse im Bergischen Land. Die Stadtsparkasse Wuppertal wies im Geschäftsjahr 2024 eine Bilanzsumme von 8,457 Mrd. Euro aus und verfügte über Kundeneinlagen von 6,698 Mrd. Euro. Gemäß der Sparkassenrangliste 2024 liegt sie nach Bilanzsumme auf Rang 38. Sie unterhält 44 Filialen/Selbstbedienungsstandorte und beschäftigt 1.182 Mitarbeiter. Die Eigenkapitalquote stieg im Jahr 2024 auf 19,7 %. Neben der Hauptstelle am Islandufer in Wuppertal-Elberfeld gibt es in allen Wuppertaler Stadtteilen Kundenfilialen. Im Verbundgeschäft arbeitet die Wuppertaler Sparkasse mit der Dekabank und der Provinzial Versicherung zusammen. Die Stadtsparkasse Wuppertal bietet als Finanzdienstleister Beratung und Service in den Geschäftsfeldern Immobilienfinanzierung, Firmenkundenberatung und private Altersvorsorge an. Eine weitere Dienstleistung ist das Private Banking (Finanzberatung für sehr vermögende Privatkunden). Mit über 1.100 Mitarbeitern (Stand 2024) zählt die Stadtsparkasse Wuppertal zu den größten Arbeitgebern der Stadt Wuppertal.

## Wuppertaler Sparkassenturm

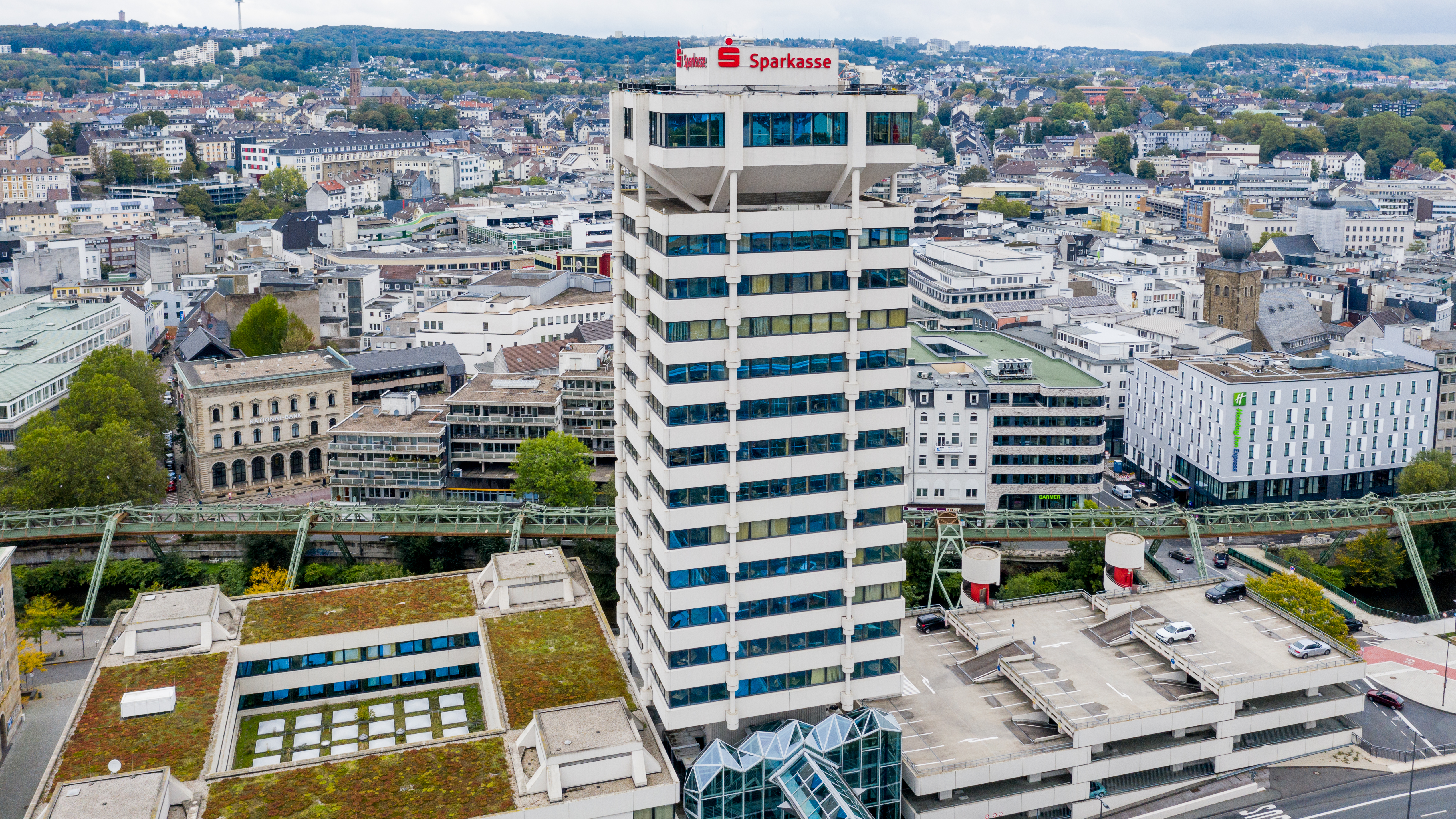
Sparkassenturm der Stadtsparkasse Wuppertal

Der Sparkassenturm in Wuppertal-Elberfeld ist mit 75 Metern Höhe das höchste Gebäude der Stadt Wuppertal. Im Sparkassenturm befindet sich die Hauptstelle der Stadtsparkasse Wuppertal, es hat 19 Geschosse, davon 15 Nutzgeschosse, und ist von Nebengebäuden umgeben, die Kundenraum und Parkplätze aufnehmen. Beim Entwurf des Gebäudes wurde versucht, eine ungewöhnliche statische Struktur nach außen sichtbar zu machen. Am 2. Dezember 2015 wurde das Gebäudeensemble am Islandufer mit dem Sparkassenturm als Baudenkmal anerkannt und in die Denkmalliste der Stadt Wuppertal eingetragen. Der Sparkassenturm befindet sich im Stadtteil Elberfeld in der südwestlichen Innenstadt am Islandufer. Dieser Straßenname erinnert an den früher hier befindlichen Stadtteil Island. Dieser Stadtteil war geprägt von einfachen Fachwerkhäusern und ärmeren Bewohnern. Er lag an der Kölner Straße, die hier von der Wupperbrücke in Verlängerung des Walls nach Südwesten führte. Schon um 1900 wurde dieser Stadtteil abgerissen und machte großvolumigen Gründerzeithäusern Platz. Das Thalia-Theater, ein berühmtes Varieté-Theater, eröffnete hier 1906. Als eines der wenigen Gebäude überstand es den Zweiten Weltkrieg, wurde aber in den 1960er Jahren abgerissen, um dem Neubau der Stadtsparkasse Platz zu machen, der 1973 eingeweiht wurde.

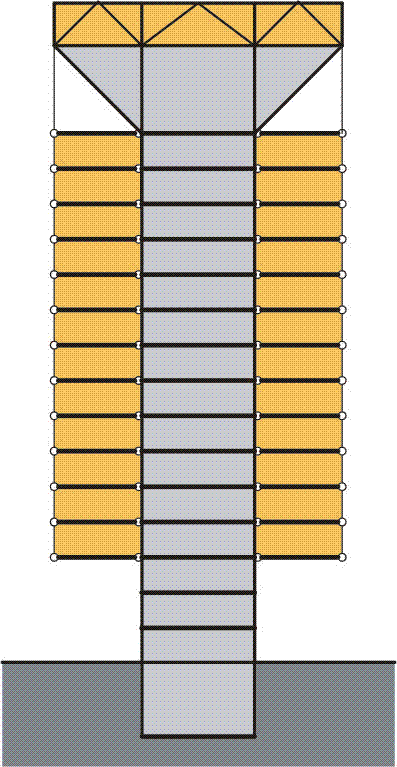
Schemaschnitt des Hochhauses

Der Entwurf sah eine Neukonzeption der städtebaulichen Situation vor. Vor dem Kriege war der Bereich zwischen Wupper und Eisenbahn durch geschlossene Blöcke bebaut gewesen. Mit den Kriegseinwirkungen und dem Durchbruch der Talstraße (B 7) änderte sich dies. Der breiten Verkehrsschneise wurden solitäre Einzelbauten in einer städtischen Grünlandschaft beigeordnet. Einer dieser Bauten wurde der Neubau der Sparkasse. Die Anlage wird dominiert durch das 19-geschossige Hochhaus, das nach Plänen des Architekten Paul Schneider-Esleben errichtet wurde. Seine Konzeption zeigt schon eine Abwendung von der in den 1960er Jahren weit verbreiteten funktionellen Architektur. Stattdessen wird hier versucht, durch die Wahl eines ungewöhnlichen statischen Tragsystems einen spannenderen Baukörper zu schaffen. Der Aufzugs- und Nebenraumkern dient nun der vollständigen Lastabtragung. Auf ihm ruht ein Flächentragwerk, das die neunzehnte Etage aufnimmt und, gestützt durch einen pyramidenförmigen Unterbau, eine größere Grundfläche einnimmt als der Kern. An den vier Außenkanten sind je zwei stählerne Zugstangen montiert, an denen die Außenseiten der Bürogeschosse hängen. Kritiker sprechen hier vom „Kräfte spazieren führen“: Teilweise werden die Lasten erst das ganze Gebäude hochgeführt, um über den Kern wieder heruntergeleitet zu werden. Trotzdem entsteht durch die Konzeption ein gegliederter Baukörper. Ursprünglich nahm die 16. Etage, die als eigenständiges Element über den Büroetagen, aber unter dem repräsentativen 19. OG liegt, ein Restaurant auf, das allerdings schon 1982 geschlossen werden musste. Der Sockel des Bauwerks zeigt im 3. und 4. OG den freiliegenden Kern ohne Büroraumumbau. Das Hochhaus schwebt somit zwischen den umgebenden Nebenbauten. Mittlerweile reicht das Hochhaus nicht mehr aus, deswegen wurde ergänzend der moderne fünfgeschossige Glasbau gegenüber dem Wuppertaler Wilhelm-Dörpfeld-Gymnasium und der Historischen Stadthalle eröffnet. Er ist durch eine eingeschossige, überdachte Stahl-Glas-Brücke mit dem Hochhaus verbunden und wurde 1996 fertiggestellt. In diesem Neubau werden unter anderem Sitzungen abgehalten, internationale Kongresse geführt, aber auch Schulklassen in das wirtschaftliche Leben eingeführt.

### Trivia
Das Gebäude war Kulisse im Film Der Krieger und die Kaiserin mit Benno Fürmann, Franka Potente und Joachim Król.